# El petit de Cal Eril
El Petit de Cal Eril es un músico de Lérida con un estilo musical muy personal entre la canción popular y el folk-rock acústico con toques de psicodelia. En su segundo disco sus letras se desvían del ruralismo del disco anterior a la introspección con un tono más serio. El 26 de febrero de 2013, sacaron su tercer álbum La figura del buit".

## Biografía
Originario de la Segarra, Joan Pons es hijo pequeño de ca l'Eril de Guisona; sus cuatro sobrinos cantan en .. i les sargantanes al sol (Bankrobber BankRobber, 2009), el primer disco como El Petit de Cal Eril después de la maqueta Per què es grillen les patates?, autoproducida y autoeditada el 2007 y galardonada con el premio a la creatividad del TRESC; el debut, grabado por él mismo en su casa familiar, incluye revisiones de canciones populares infantiles como La Caterineta per la Mercé, Tinc un elefant y Ton Pare, además de temas propios como I tantes figures o Mandolines tralarí, la primera con un videoclip oficial. Antes de estrenarlo en la Sala Apolo, el Petit ya había debutado en directo en el Espacio Movistar o en el PopArb, durante todo el 2009 y parte del 2010. El Petit estuvo presentando el disco por salas de toda Cataluña, en festivales como el Minimúsiques, el BAM, o el Faraday y con fechas puntuales en el Octubre de Valencia o en Seúl.
La producción del segundo disco empezó en verano del 2010: grabado en una masía de Biosca y publicado en noviembre del mismo año después de la muerte de su padre, el Vol i dol toma una frase hecha como título, pero utilizada con doble sentido. La gira de presentación pasó por Perpiñán (Francia), Gerona, Vich, Barcelona, Alcudia (dentro del Tirant de Canço), y la presentación oficial se hizo en la Sala Bikini (en el Festival de Guitarra de Barcelona).
En su tercer disco, La figura del buit, El Petit de Cal Eril sigue reinventándose, rehuyendo de todo camino previsible, después de la nostalgia de Vol i Dol, La figura del buit contiene 17 canciones que forman un doble vinilo lleno de optimismo. La presentación del disco empezó con un éxito rotundo dentro de la primera serie de cuatro conciertos que se realizaron en Barcelona en la Sala Beckett, cuyas entradas se agotaron para los cuatro días. Su gira continúa con 17 conciertos por diferentes salas de Cataluña, generando destacables críticas.

## Discografía
| Año  | Título del disco                | Comentarios                                                           |
| ---- | ------------------------------- | --------------------------------------------------------------------- |
| 2007 | Per què es grillen les patates? | Maqueta, incluye temas como Mel o Tornaràs                            |
| 2009 | ..i les sargantanes al sol      | Con Mandolines tralarí y la pieza homónima, nominada al Premí Cerverí |
| 2009 | Cançons de Nadal                | EP navideño compartido con Anímic, incluye Cagatió                    |
| 2010 | Vol i dol                       | Con Cau la neu y Vol                                                  |
| 2013 | La figura del buit              | Discográfica BankRobber                                               |
| 2016 | La força                        | Sexto trabajo de estudio                                              |
| 2018 | ∆                               | Discográfica BankRobber                                               |
| 2019 | Energia Fosca                   | Discográfica BankRobber                                               |
| 2021 | N.S.C.A.L.H.                    | Discográfica BankRobber                                               |
| 2025 | ERIL ERIL ERIL                  | Discográfica BankRobber                                               |